# 成都石室中学

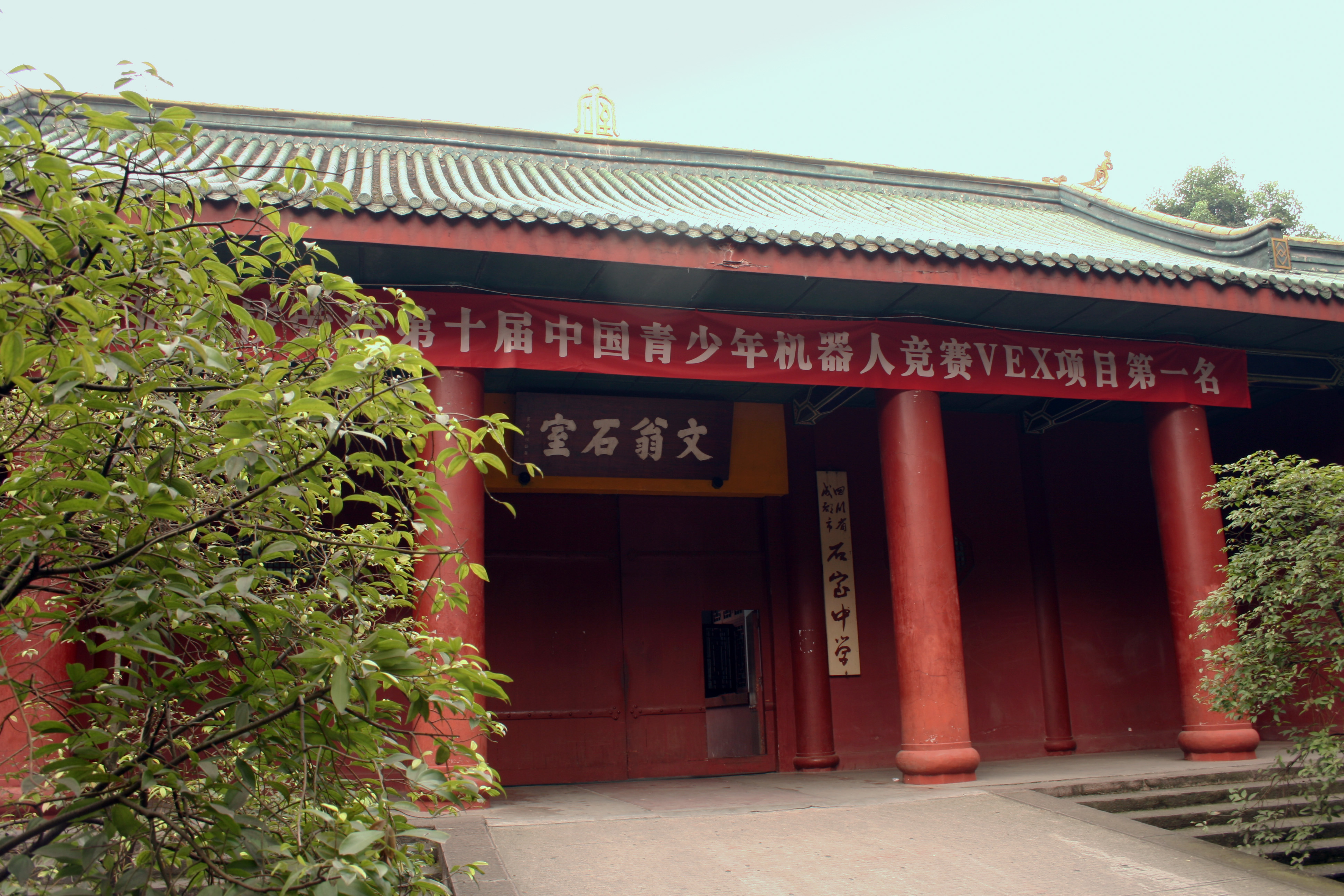
正門

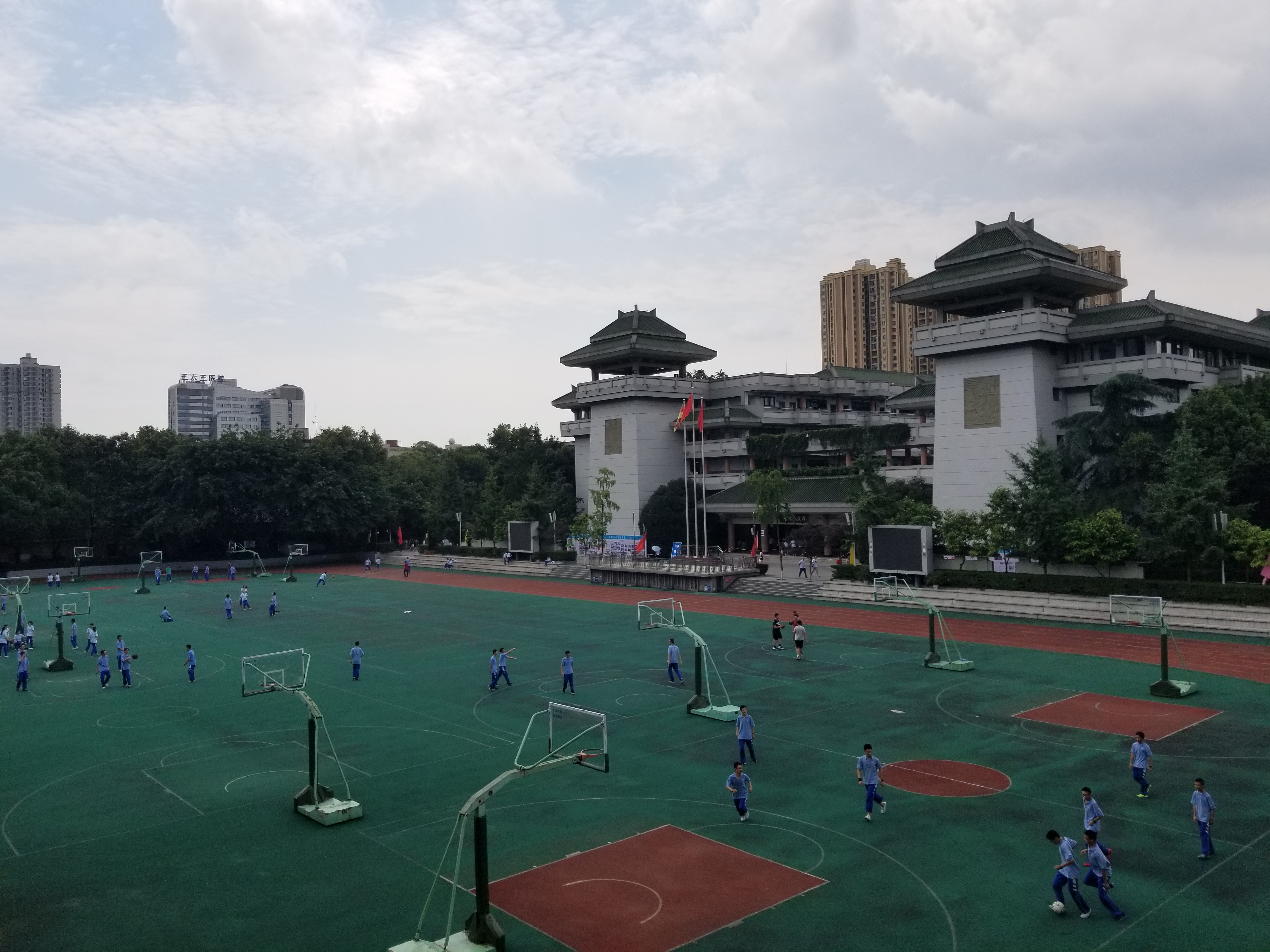
グラウンドと教育棟

成都石室中学（せいとせきしつちゅうがく、ピンイン：Chéngdū Shíshì Zhōngxué、英: Chengdu Shishi High School）は中国四川省成都市に位置する高等学校である。過去名に成都第四中学があったため「成都四中」とも呼ばれる。その前身「文翁石室」は、漢の景帝後元2年（紀元前141年）に設立された。文翁石室は中国を含め、世界中においても地方が運営する最古の学堂である。現在、石室中学は省級一級モデル高校であり、2つのキャンパスがある。文廟キャンパスは中国四川省成都市青羊区文廟前街93号にあり、北湖キャンパスは中国四川省成都市成華区龍潭立交西内側にある。

## 歴史沿革

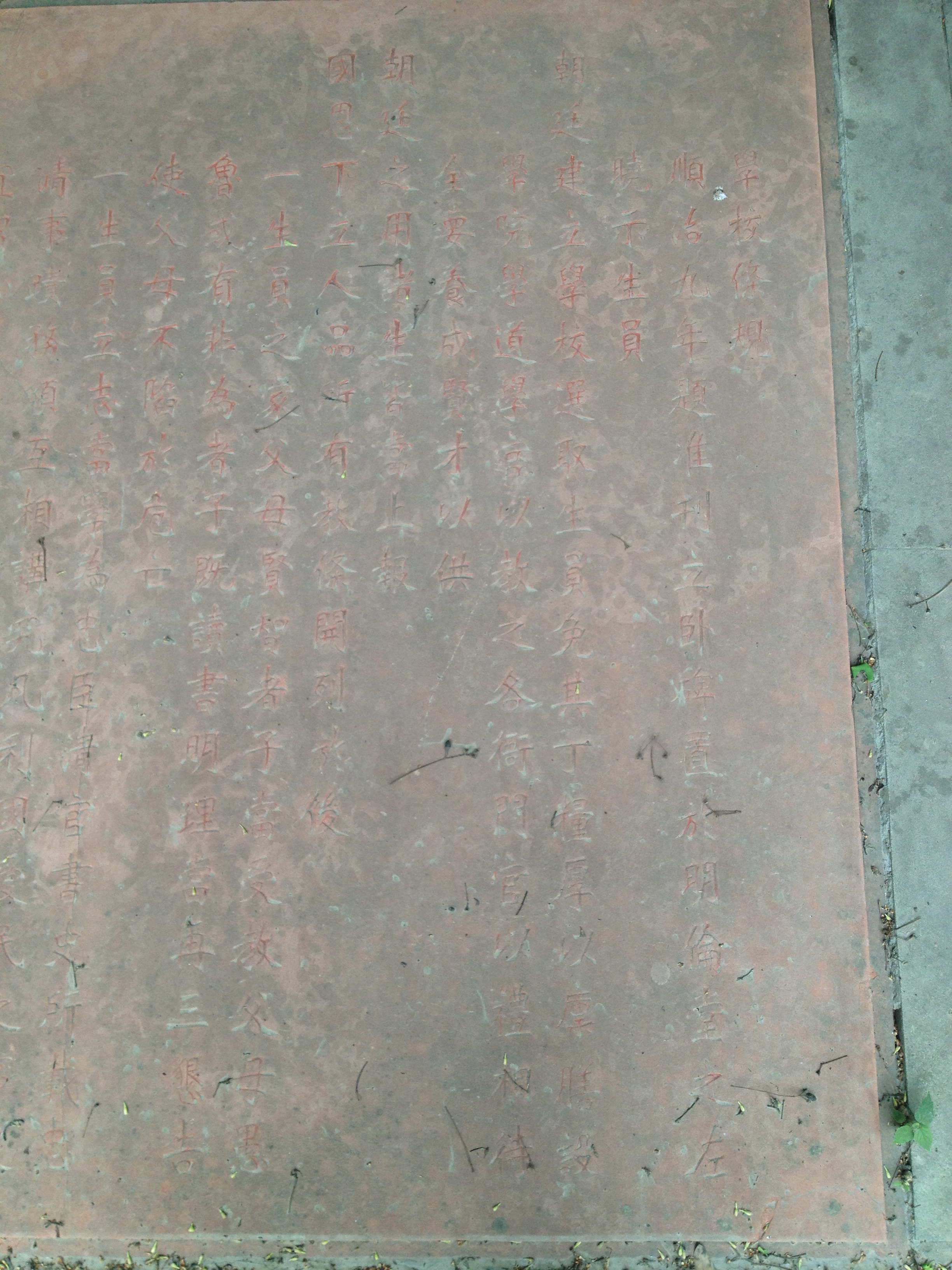
石室中学構内にある石碑であり、校則が刻まれている。この碑は順治9年（1652年）に立てられ、嘉慶24年（1819年）に改めて立てられた。

### 校名の沿革
次の表は、各時期において石室中学の校名を示すものである。
| 時代           | 校名                                   |
| -------------- | -------------------------------------- |
| 漢             | 蜀郡郡学                               |
| 三国           | 蜀国太学                               |
| 晋 南朝 唐     | 益州州学                               |
| 五代十国       | 孟蜀太学                               |
| 宋 元 明 清    | 成都府学 錦江書院                      |
| 清末 中華民国  | 成都師範学堂 四川省成都石室中学        |
| 中華人民共和国 | 川西石室中学 成都第四中学 成都石室中学 |

### 古代
大城南門曰江橋、橋南曰萬里橋、西上曰夷里橋、下曰笮橋、南岸道東有文學、始文翁為蜀守、立講堂、作石室於南城。永初後、學堂遇火、後守更增二石室。—『水經注・卷三十三』
漢の景帝末期（約紀元前143年-前141年）、蜀郡太守の文翁は成都の城南に石室を築き、蜀郡郡学を創設した。この地方が運営する学校の開校は中国で初めてであった。文翁の優れた教育により、卓越した業績が出て、蜀郡の文化教育は大きく発展し、人材が輩出していた。司馬相如、楊雄、王褒などの詩人や学者が次々と現れた。そして、紀元前124年に、漢の武帝は全国に向けて、文翁に倣って学校を設立するように命じた。
州奪郡学事件後、石室は益州州学となった。明の終わりと清の初めの頃に、張献忠は蜀を占領し、石室は完全に破壊された。
1661年、当局は文翁石室の旧址に成都府学を設立した。四川において、これは初の学校である。

### 近現代

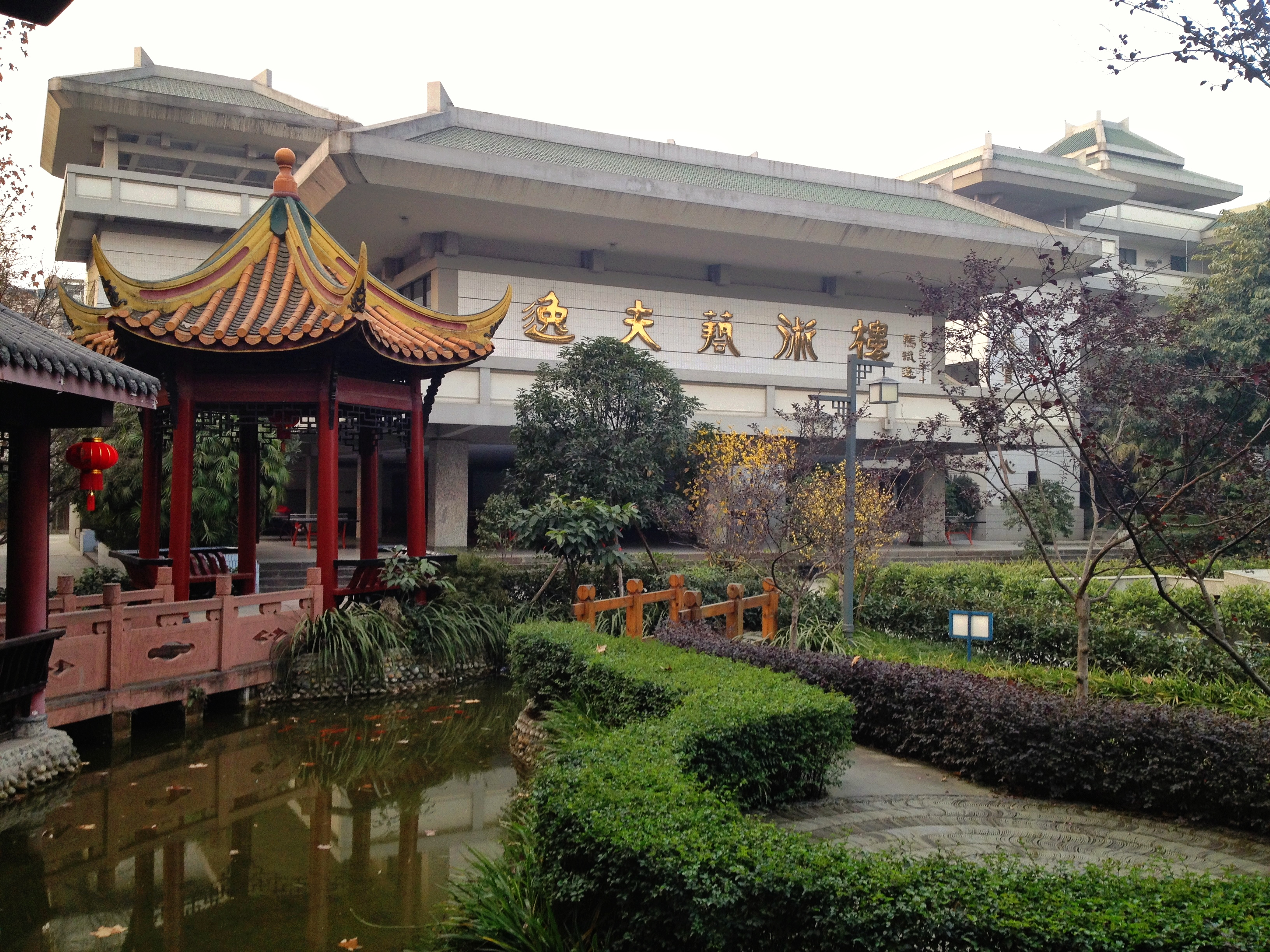
石室中学構内の逸夫芸術棟

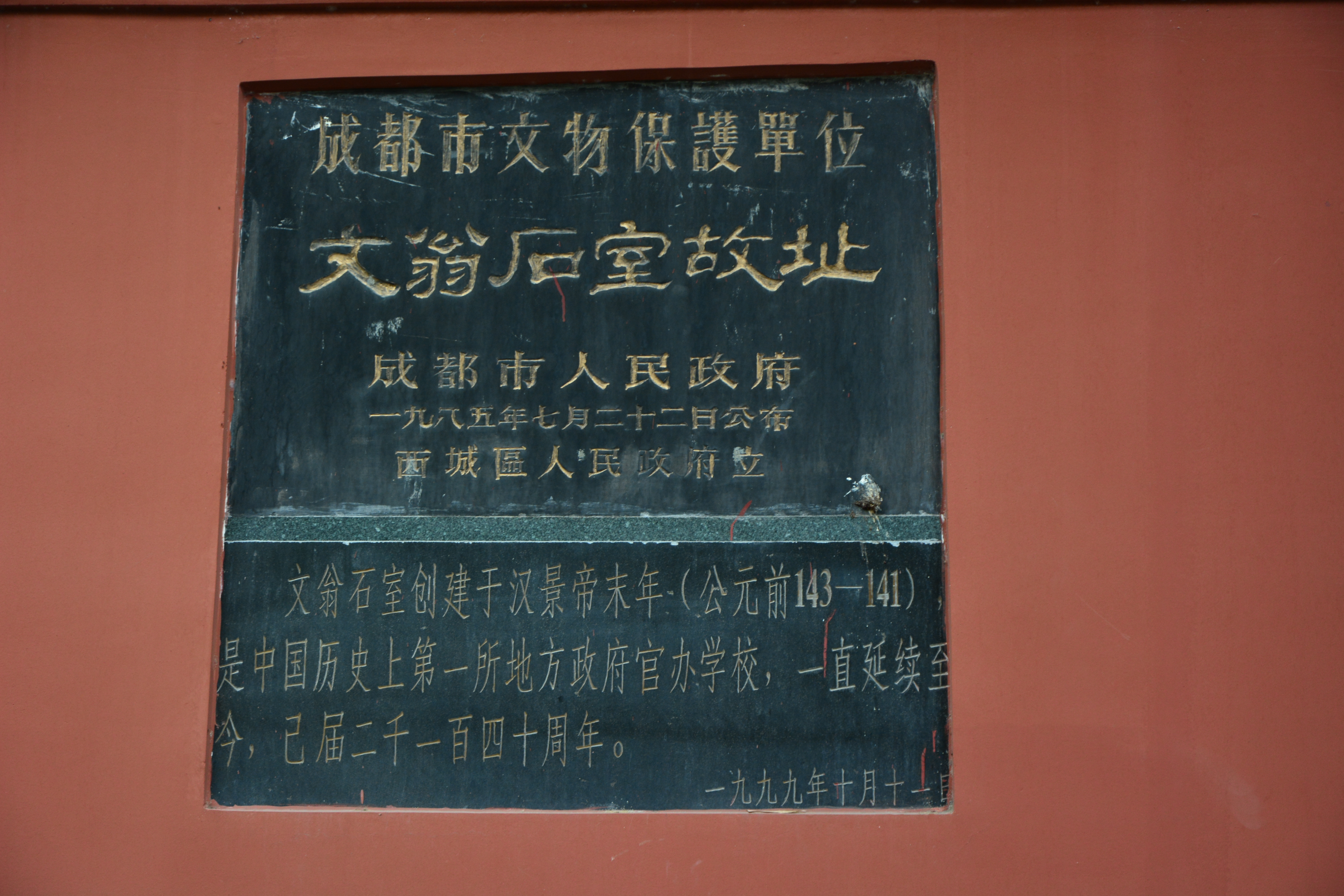
石室中学にある文化財保護の碑

康熙帝の時代になると、四川按察使の劉徳芳は成都府学に錦江書院を設立し、錦江書院は後に四川大学に発展した。
1902年、四川総督の岑春煊は、成都府学を成都師範学堂に変更し、癸卯学制施行された後は成都府中学堂に変更された。辛亥革命後は成都聯合中学に改名された。1940年2月に四川省立成都石室中学に改称され、1948年に全国優良モデル学校に認定された。1950年、川西石室中学に改名された。中華人民共和国が成立した後、1952年9月に学校は成都第四中学に改名された。文化大革命の時、石室中学は三度目の全破壊を受けてしまい、清の時代に建てられた建物はすべてなくなった。 1983年4月に、校名は旧称の石室中学に戻った。

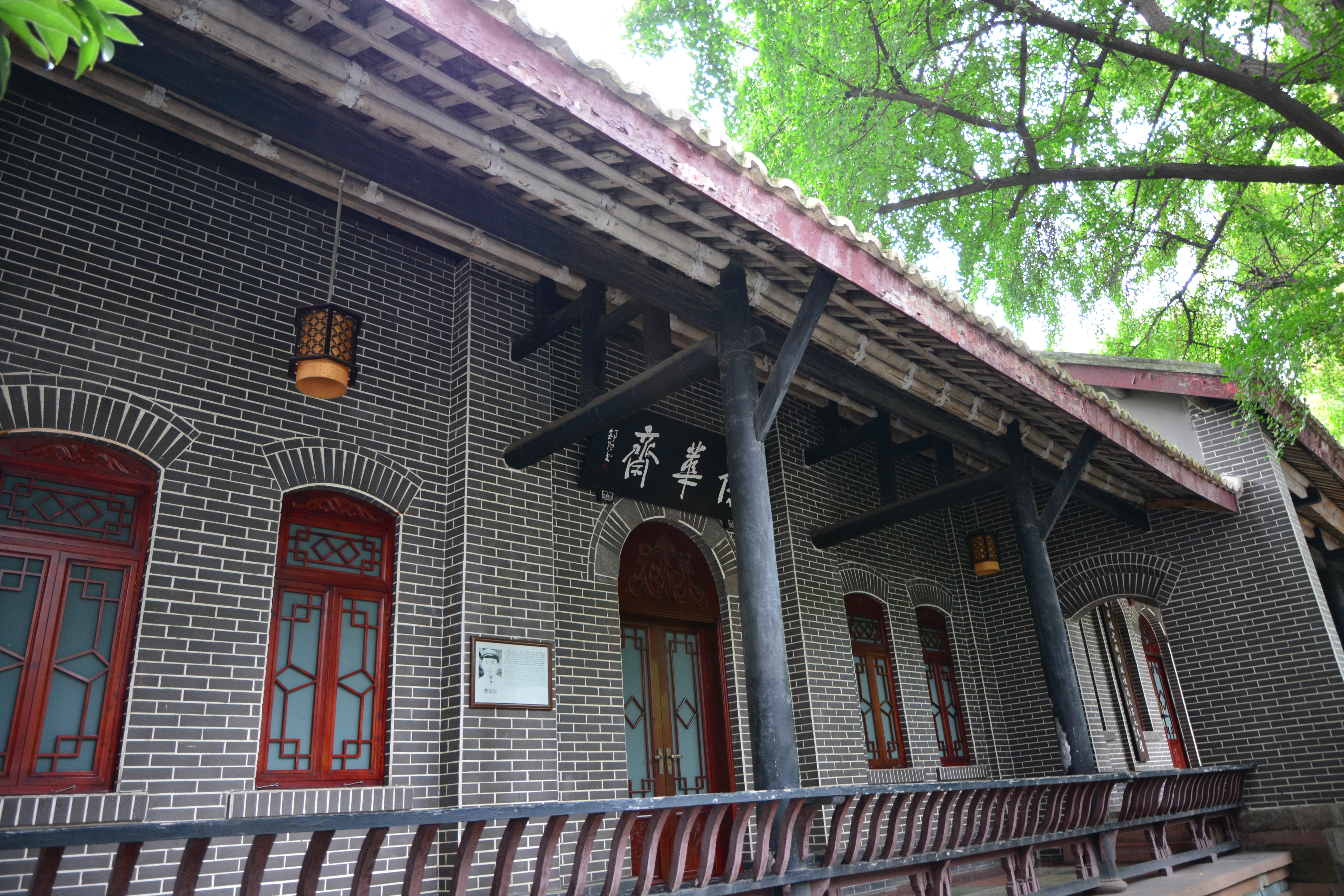
葆華斎

## 教育
学校の教育の質は、成都を含めて四川省において一流のレベである。成都市第七中学、成都樹徳中学（旧名「成都市第九中学」）とともに成都市の三名門、「四七九」として知られている。